# 林明月
林明月（1947年12月—），女，台湾桃園人，理学硕士，教授级高级工程师，中华全国台湾同胞联谊会副会长、上海市台联党组书记、会长，上海市政协常委。

## 生平
早年在台湾接受教育，1971年随丈夫范增勝赴日本、美国深造、工作。在美国期间，已取得美国绿卡。
1980年，與丈夫、儿子自美国赴中国，供职于上海港务局通信站。1984年，任上海港务局信息中心副主任、主任。1984年，丈夫加入中国共产党。1985年，林明月加入中国共产党。1995年，担任中华全国台湾同胞联谊会副会长。其是中共十五、十六、十七大代表，中国共产党第十六届、第十七届中央委员会候补委员。2012年5月28日，聘为上海市人民政府参事。